# Бакубаева, Кулян Сергалиевна
Кулян Сергалиевна Бакубаева (5 октября 1939, Куспек, Арыкбалыкский район, Северо-Казахстанская область, Казахская ССР, СССР — 17 сентября 2018, Кокшетау, Акмолинская область, Казахстан) — доярка совхоза «Аканский» Арыкбалыкского района Кокчетавской области, Казахской ССР. Герой Социалистического Труда (1973).

## Биография
Родилась в 1939 году в крестьянской семье в селе Куспек Арыкбалыкского района Северо-Казахстанской области (ныне — Айыртауский район).
С 1956 года трудилась разнорабочей в совхозе «Аканский» Арыкбалыкского района. В 1965 году перешла на молочную ферму, где стала работать дояркой. В этом же году надоила вручную в среднем по две тысячи килограмм с каждой фуражной коровы.
Ежегодно увеличивала количество надоев с каждой коровы. Довела надои с каждой коровы с 1815 килограмм молока в 1966 году до 3126 килограмм молока в 1972 году. В 1973 году была удостоена звания Героя Социалистического Труда «за большие успехи, достигнутые во Всесоюзном социалистическом соревновании, и проявленную трудовую доблесть в выполнении принятых обязательств по увеличению производства и заготовок продуктов животноводства в зимний период 1972—1973 годов».
Скончалась 17 сентября 2018 года в Кокшетау, где проживала последние годы. Похоронена на мусульманском кладбище села Куспек.
Награды
- Герой Социалистического Труда — указом Президиума Верховного Совета СССР от 6 сентября 1973 года;
- Орден Ленина;
- Орден Трудового Красного Знамени.